# Bouche du Roy
Bouche du Roy är en flodmynning i Benin. Den ligger i den södra delen av landet, 80 km väster om huvudstaden Porto-Novo. Bouche du Roy ligger 64 meter över havet.
Terrängen runt Bouche du Roy är mycket platt. Havet är nära Bouche du Roy åt sydost. Bouche du Roy är den högsta punkten i trakten. Trakten är tätbefolkad. Närmaste större samhälle är Ouidah, 18,6 km öster om Bouche du Roy.